# دهستان چشمه‌سرا
دهستان چشمه‌سرا به مرکزیت مخور یکی از دهستان‌های بخش قره قویون شهرستان شوط در استان آذربایجان غربی در کشور  ایران است. 
براساس سرشماری مرکز آمار ایران در سال ۱۳۹۵، جمعیت این دهستان برابر با ۵٬۴۳۱ نفر (۱٬۶۰۰ خانوار) بوده‌است. 